# مدل شکست دی‌الکتریک
مدل شکست دی‌الکتریک (به انگلیسی: Dielectric breakdown model) یک مدل ریاضیاتی ماکروسکپی است که ترکیبی از مدل انتشار تراکم محدود و میدان الکتریکی می‌باشد. این مدل توسط Niemeyer ،Pietronero و Weismann در سال ۱۹۸۴ توسعه داده شد. این مدل‌ها شکست الکتریکی جامدات، مایعات و حتی گازها و نحوه‌ی شکل‌گیری خودهمانندی نقش‌های لیختنبرگ را توضیح می‌دهند.